# 17543 Sosva
17543 Sosva este un asteroid din centura principală de asteroizi.

## Descriere
17543 Sosva este un asteroid din centura principală de asteroizi. A fost descoperit pe 14 august 1993 la Caussols de Eric Walter Elst. Asteroidul prezintă o orbită caracterizată de o semiaxă mare de 3,23 ua, o excentricitate de 0,10 și o înclinație de 18,0° în raport cu ecliptica.